# Magiczne drzewo. Olbrzym
Magiczne drzewo. Olbrzym – powieść napisana przez Andrzeja Maleszkę. Jest trzecią książką z serii Magiczne drzewo.

## Fabuła
Kuki zaczyna chodzić do szkoły, gdzie spotyka Gabi i Blubka. Blubek, nie znając siły Czerwonego Krzesła wypowiada straszne życzenie. Dzieci muszą pokonać olbrzyma o siedmiu wcieleniach, mają także do pomocy gadającego psa - Budynia. Walczą ze zwierzomaszynami, stalowym ptakiem i pożeraczem światła.